# Duomo di Salò
Il duomo di Salò è il più importante edificio religioso della città progettato da Filippo dalle Vacche nel XV secolo.

## Storia e opere

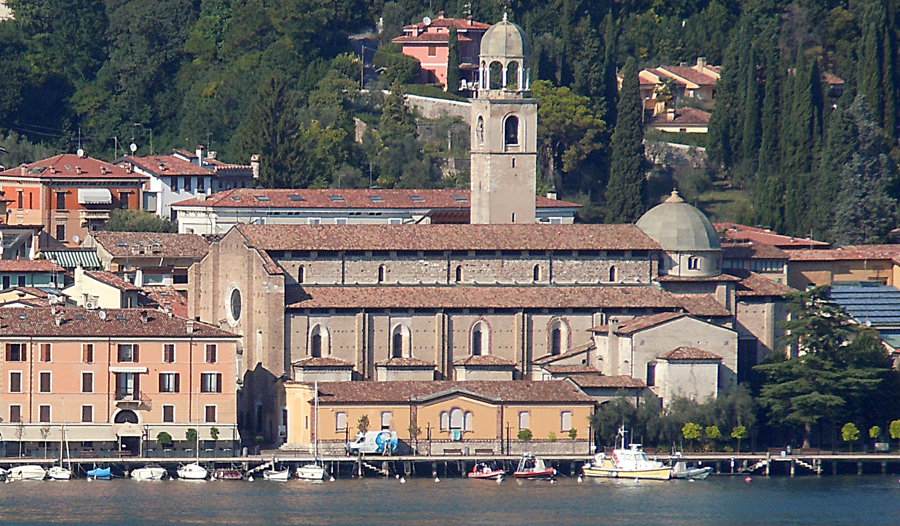
Il Duomo di Salò visto dal lago.

Dedicato a Santa Maria Annunziata, custodisce al suo interno tele del Romanino, del Moretto, di Zenone Veronese e di Paolo Veneziano. Antonio Vassilacchi detto l'Aliense, vi eseguì diversi affreschi. La costruzione ex-novo nel luogo i cui si trovava la precedente chiesa fu curato da Filippo dalle Vacche da Caravaggio, che coerentemente alla sua formazione, sospesa tra il gotico e il rinascimento, realizzò una chiesa di stampo tardo gotico. La facciata è incompiuta.

## Il portale
L'ingresso principale dell'edificio religioso è mediato dal grande portale eseguito tra il 1506 e il 1508 da Gasparo Cairano e Antonio Mangiacavalli, principali esponenti, soprattutto il Cairano, della scultura rinascimentale bresciana.

## Organo
L'organo è di Giangiacomo Antegnati e ha subito una importante ristrutturazione da parte dei fratelli Serassi nel 1865. Sulle ante dell'organo a sinistra è rappresentato il Sacrificio di Abramo e Isacco di Palma il Giovane a destra l'uccisione di Abele di Antonio Vassilacchi detto anche l'Aliense. Le cantorie del presbiterio sono opera di Bartolomeo Otello del 1547-1548 e rappresentano Cristo con gli Evangelisti a sinistra e San Antonio di Padova con i Dottori della Chiesa a destra.

## Dipinti e opere conservate

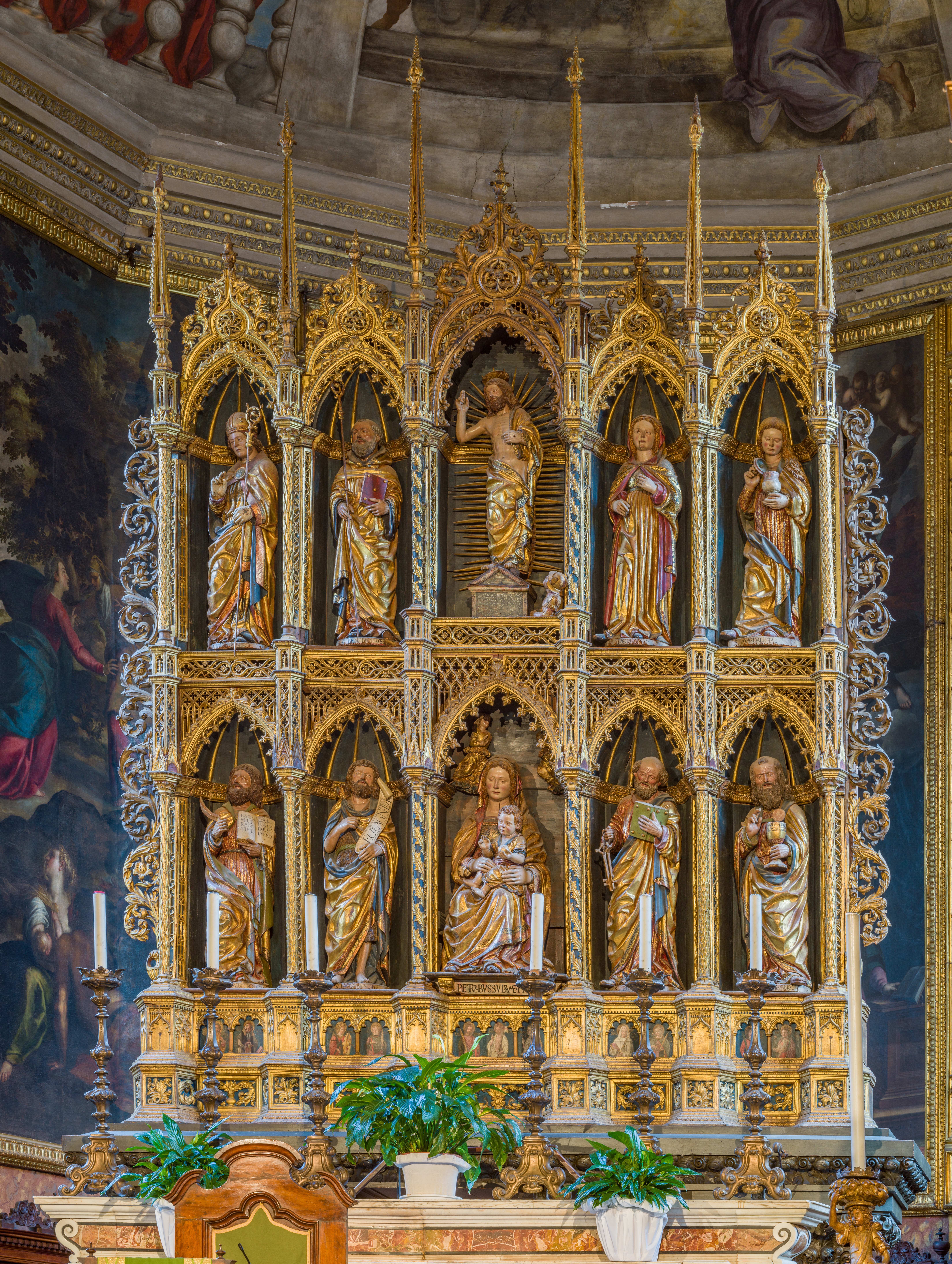
Duomo di Salò Ancona Bartolomeo da Isola Dovarese e Pietro Bussolo a Salò

- Madonna tra i santi Bonaventura e Sebastiano, 1517 circa, olio su tavola, Romanino
- Sant'Antonio da Padova e un donatore, 1529, olio su tela, Romanino
- Crocifisso di Salò, di Paolo Moerich,[2][3] attribuito in antecedenza a Giovanni Teutonico,[4] del 1449-50
- Compianto sul Cristo morto, 1513, olio su tavola, Zenone Veronese
- Ancona di Salò, opera lignea di Pietro Bussolo posta sul presbiterio.[5]